# Teorema de Milnor-Thurston
La teoria del pastat de Milnor-Thurston és una teoria matemàtica que analitza els iterats d'assignacions de mapes monòtons d'un interval en si mateix. L'èmfasi és en la comprensió de les propietats del mapatge que són invariants sota la conjugació topològica.
La teoria va ser desenvolupada per John Milnor i William Thurston en dues preimpresions àmpliament distribuïdes a la influent Universitat Princeton el 1977, que van ser revisades en 1981 i finalment publicades en 1988. Les aplicacions de la teoria inclouen models lineals en parts, recompte de punts fixos, càlcul la variació total, i la construcció d'una mesura invariant amb entropia màxima.

## Descripció breu
La teoria del pastat proporciona un càlcul efectiu per descriure el comportament qualitatiu dels iterats d'assignacions de mapes monòtons {\displaystyle f} d'un interval tancat {\displaystyle I} de la recta real en si mateixa. Alguns invariants quantitatius d'aquest sistema dinàmic discret, com els números de tornada dels iterats i la funció zeta d'Artin-Mazur de {\displaystyle f}, s'expressen en termes de certes matrius i sèries formals de potències.
L'invariant bàsic de {\displaystyle f} és la seva matriu pastada, una matriu rectangular amb coeficients a l'anell {\displaystyle \mathbb {Z} [[t]]} de sèries formals de potències enteres. Un determinant pastat estretament relacionat és la sèrie formal de potències
{\displaystyle D(t)=1+D_{1}t+D_{2}t^{2}+\cdots \,}
amb coeficients enters imparells. En el cas més senzill, quan el mapa és unimodal amb un màxim a {\displaystyle c}, cada coeficient {\displaystyle D_{k}} és qualsevol {\displaystyle +1} o {\displaystyle -1}, segons si el model {\displaystyle (k+1)}-iterat de {\displaystyle f^{k+1}} tingui el màxim local o mínim local a {\displaystyle c}.